# GNU parallel
GNU parallel est un utilitaire en ligne de commande développé et maintenu pour le projet GNU par Ole Tange. C'est un logiciel libre permettant l'exécution de routines shell en parallèle sous différents systèmes compatibles UNIX comme GNU/Linux.

## Caractéristiques techniques
- Remplacement d'une boucle en shell, par exemple

```
   (for x in `cat list` ; do 
       foo $x
   done) | processus_de_sortie
```

sous la forme simplifiée suivante:
```
   cat list | parallel foo | processus_de_sortie
```

où la liste des fichiers contient des arguments pour foo et où le processus de sortie peut être vide.
Les scripts utilisant GNU parallel sont souvent plus faciles à lire que les scripts utilisant pexec.
GNU parallel comporte également les fonctionnalités suivantes :
- regroupement de la sortie standard stdout et de la sortie erreur standard stderr afin de traiter séparément la sortie des processus traités en parallèle;
- ordre des sorties identique celui des entrées;
- support des noms de fichiers contenant des caractères spéciaux comme l'espace, les guillemets simples ou doubles, l'esperluette, et des caractères en UTF-8;

GNU parallel peut faire tourner autant de processus en parallèle qu'il y a de processeurs.

## Exemples
```
 
find
 
.
 
-name
 
"*.foo"
 
|
 
parallel
 
grep
 
bar

```

équivaut à:
```
 
grep
 
bar
 
$(
find
 
.
 
-name
 
"*.foo"
)

```

Recherche de toutes les occurrences de la chaîne bar dans les fichiers du répertoire courant et ses sous-répertoires finissant par l'extension .foo. La commande parallèle va fonctionner comme prévu à moins que le nom de fichier ne contienne une fin de ligne. Pour contourner cette limitation:
```
 
find
 
.
 
-name
 
"*.foo"
 
-print0
 
|
 
parallel
 
-0
 
grep
 
bar

```

L'exemple ci-dessus rajoute des spécificités GNU à la commande find pour séparer les noms de fichiers en utilisant le caractère nul;
```
 
find
 
.
 
-name
 
"*.foo"
 
|
 
parallel
 
-X
 
mv
 
{}
 
/tmp/trash

```

La commande ci-dessus utilise {} pour dire à parallel de remplacer {} par la liste des arguments.
```
 
find
 
.
 
-maxdepth
 
1
 
-type
 
f
 
-name
 
"*.ogg"
 
|
 
parallel
 
-X
 
-r
 
cp
 
-v
 
-p
 
{}
 
/home/media

```

L'exemple ci-dessus fait la même chose que:
```
 
cp
 
-v
 
-p
 
*.ogg
 
/home/media

```

cependant, le 1er utilisant find/parallel/cp consomme moins de ressource et ne va pas s'arrêter avec une erreur si les arguments à *.ogg sont trop nombreux.

## Scénarios d'utilisation
GNU parallel est officiellement intégré dans Fedora 16 depuis le 3 octobre 2011. On peut l'utiliser pour la compression de données audio FLAC, pour la compression de données au format zip, dans des situations de tests plus complexes ou avec des logiciels de simulation de Monte-Carlo comme MCX. Il est intégré au toolkit PPBS depuis décembre 2011.

## Historique
L'origine du projet remonte à 2001 de la propre « expérience utilisateur » de l'auteur.